# 日本SF作家ノート
『日本SF作家ノート』（にほんエスエフさっかノート）は、中島梓による連作評論。『奇想天外』誌1978年4月号から1979年6月号まで連載された。日本SF論の黎明期における優れた批評として、巽孝之などから高く評価されている。
一冊の書籍としてはまとめられていないが、一部の作品については同著者の評論集などに収録されている。

## 作品
1. 「フェッセンデンの実験室」（光瀬龍論）[2]
『奇想天外』1978年4月号
2. 「神々とのチェスゲーム」（山田正紀論）
『奇想天外』1978年5月号
3. 「信じるわ、ジョン・エナリー!」（田中光二論）[2]
『奇想天外』1978年6月号
4. 「アトム―永遠の聖少年」（手塚治虫論パート1）
『奇想天外』1978年7月号
5. 「わが心のロック・ホーム」（手塚治虫論パート2）
『奇想天外』1978年8月号
6. 「ショートショートへの異常な愛情」（星新一論）[2]
『奇想天外』1978年9月号
7. 「ヒョウタンツギの思想」（手塚治虫論パート3）
『奇想天外』1978年10月号
8. 「筒井康隆論のためのデッサン」（筒井康隆論）[2]
『奇想天外』1978年11月号
9. 「ヘルマプロディトスの夢」（手塚治虫論パート4）[3]
『奇想天外』1978年12月号
10. 「パラドックス・ロストの神話」（手塚治虫論パート5）[4]
『奇想天外』1979年1月号
11. 「狼の肖像」（平井和正論その1　虎は目覚める）[5]
『奇想天外』1979年1月号
12. 「狼の肖像」（平井和正論その2　サイボーグは目覚めない）[5]
『奇想天外』1979年2月号
13. 「狼の肖像」（平井和正論その3　二人の犬神明）[5]
『奇想天外』1979年3月号
14. 「狼の肖像」（平井和正論その4　狼は目覚めたか）[5]
『奇想天外』1979年4月号
15. 「ヒロイック・ファンタジー・ノート」[6]
『奇想天外』1979年5月号
16. 「狼の肖像」（平井和正論その5　自意識過剰のスーパーマン）[5]
『奇想天外』1979年6月号